# Абрамовице Приватне
Абрамовице Приватне (пољ. Abramowice Prywatne) је село у Пољској које се налази у војводству Лублинском у повјату Лублинском у општини Глуск.
Од 1975. до 1998. године ово насеље се налазило у Лублинском